# Зенкин, Пётр Григорьевич
Пётр Григорьевич Зе́нкин (26 апреля (9 мая), 1912, Реутово, Российская империя — ноябрь 1981, Алма-Ата, Казахская ССР, СССР) — советский футболист, Заслуженный тренер Казахской ССР.

## Биография
Начинал играть в 1925 году в команде Реутовской прядильной фабрики.
С 1930 по 1946 в ЦДКА в качестве игрока и администратора. В чемпионатах СССР провел 58 матчей.
В 1947—1948 тренер команды Группы Советских Войск в Германии. С 1950 по 1951 годы возглавлял команду города Калинина, а в 1954—1956 годах работал с калининским «Спартаком». С 1956 по 1959 — старший тренер «Кайрата» (Алма-Ата).
С 1960 по 1962 — старший тренер «Локомотива» (Орёл), затем тренировал среднеазиатские клубы «Металлист» (Джамбул) и «Металлург» (Джизак).